# Siddhartha Khosla
Siddhartha Dinesh Khosla (Tenafly, 2 gennaio 1977) è un cantautore, polistrumentista, compositore e produttore discografico statunitense.
Nel 2007 ha formato il gruppo musicale industrial rock Goldspot, di cui è stato l'unico membro ufficiale fino al 2001, momento in cui si è unito alla formazione il collaboratore

## Biografia

### Gli esordi
I genitori di Siddhartha Khosla, nati in India, sono arrivati negli Stati Uniti a metà degli anni Settanta per fare proprio il sogno americano. 
Il figlio è nato su queste coste e i genitori hanno mantenuto viva la loro eredità attraverso la musica, suonando a casa loro vecchie colonne sonore di film indiani. Da adolescente, Khosla ha abbracciato anche le band occidentali: The Smiths, The Cure, The Beatles e Paul Simon. Oggi, le sue radici musicali informano le sue partiture e le sue canzoni per trasmettere un suono - dalle chitarre elettriche d'epoca e dai rari organi degli anni Cinquanta alle orchestre dal vivo e agli strumenti dell'emisfero orientale come l'armonium, il bouzouki greco, i sintetizzatori omnichord degli anni Ottanta e i clavicembali fiamminghi - che è coinvolgente e unico. 
Khosla ha conseguito una laurea presso l'Università della Pennsylvania, dove ha composto e cantato per il suo pluripremiato gruppo a cappella “Off The Beat”. 
Durante il periodo trascorso alla Penn, il gruppo di Khosla ha ottenuto 4 premi consecutivi per l'Album dell'anno, l'Arrangiamento dell'anno e la Canzone dell'anno ai Contemporary A Cappella Recording Awards.

## Vita privata
Siddhartha Khosla risiede a Los Angeles con sua moglie e i suoi figli.

## Discografia

### Album in studio
- 2007 - Tally of the Yes Men
- 2010 - And the Elephant is Dancing
- 2013 - Aerogramme

### Singoli
- 2007 - Friday
- 2007 - It's Getting Old
- 2011 - Ina Mina Dika
- 2013 - The Border Line

## Teatro
- The Father and the Assassin di Anupama Chandrasekhar (1944)

## Filmografia

### Colonne sonore

#### Cinema
- I Want You Back, regia di Jason Orley (2022)
- Da me o da te (Your Place or Mine), regia di Aline Brosh McKenna (2023)
- The Idea of You, regia di Michael Showalter (2024)
- A Family Affair, regia di Richard LaGravenese (2024)

#### Televisione
- Vicini del terzo tipo (The Neighbors) – serie TV (2012-2014)
- Nonno all'improvviso (Grandfathered) - serie TV (2015-2016)
- The Royals  – serie TV (2015-2018)
- Me, Myself & I – serie TV (2017-2018)
- Runaways – serie TV (2017-2019)
- REL - serie TV (2018-2019)
- Cercando Alaska (Looking for Alaska) – miniserie TV (2019)
- This Is Us – serie TV (2016–2022)
- Love, Victor – serie TV (2020-2022)
- La misteriosa accademia dei giovani geni (The Mysterious Benedict Society) – serie TV (2021-2022)
- Rabbit Hole – serie TV (2023)
- Gli orrori di Dolores Roach (The Horror of Dolores Roach) – serie TV, 8 episodi (2023)
- Nancy Drew – serie TV (2019-2023)
- Only Murders in the Building – serie TV (2021 - in produzione)
- Elsbeth - serie TV (2024)
- No Good Deed – serie TV (2024)
- Paradise – serie TV (2025)

## Riconoscimenti
Premio Emmy  
- 2019: 
  - Candidatura per miglior composizione musicale per una serie per This Is Us
- 2020: 
  - Candidatura per musiche e testi originali per una serie per la canzone  For the song Memorized dall’episodio  Sconosciuti da This Is Us
- 2021: 
  - Candidatura per miglior composizione musicale per una serie per This Is Us
- 2022: 
  - Candidatura per musiche e testi originali per una serie per la canzone The Forever Now dall’episodio Il giorno del matrimonio da This Is Us
  - Candidatura per miglior composizione musicale per una serie per Only Murders in the Building
  - Candidatura per miglior iglior tema musicale originale di una sigla per Only Murders in the Building
- 2024: 
  - Miglior composizione musicale per una serie per Only Murders in the Building